# Ursula Marinelli

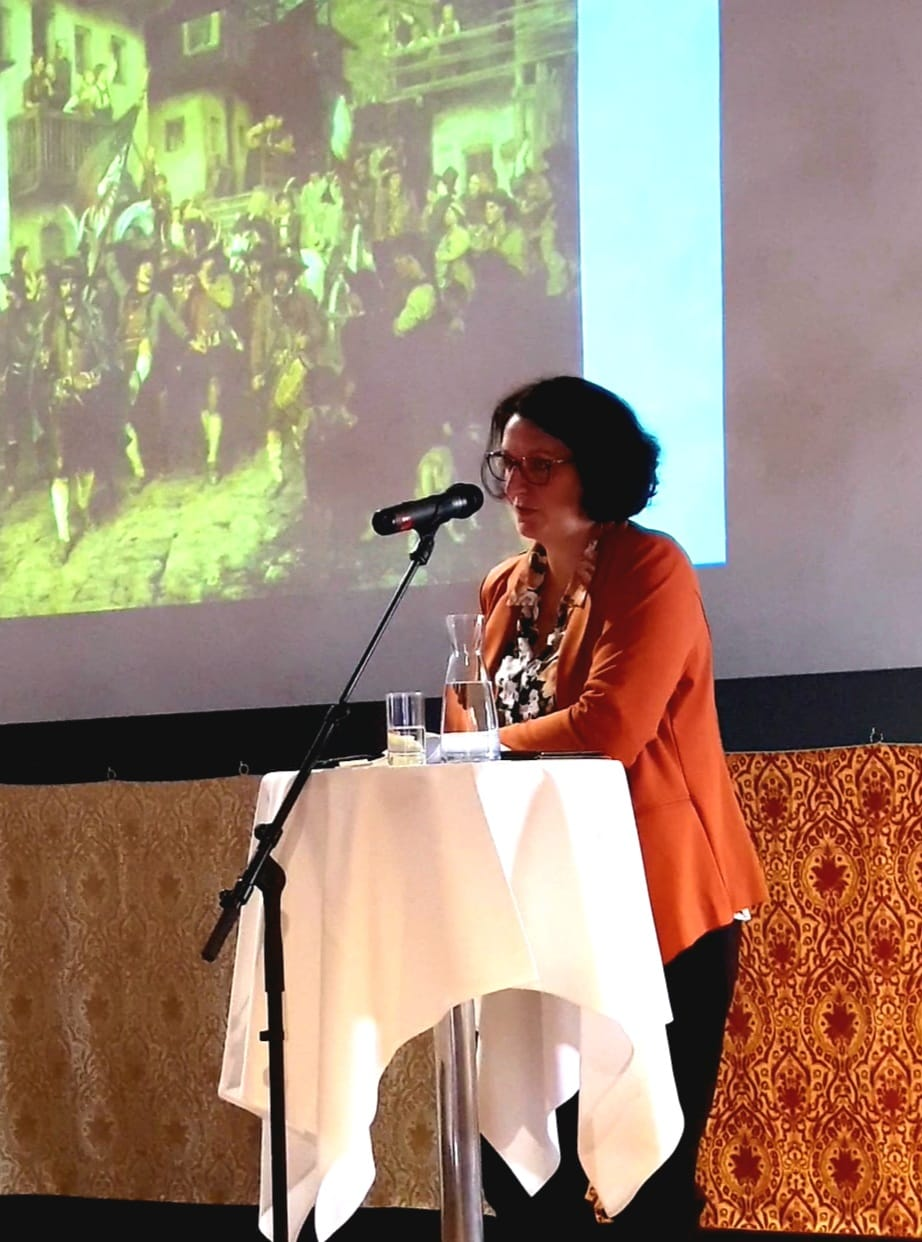
Ursula Marinelli während eines Vortrages im Museum Schloss Bruck (2021)

Ursula Marinelli (* 1. Jänner 1975 in Lienz) ist eine österreichische Kunsthistorikerin.

## Leben
Ursula Marinelli wurde in Lienz geboren und ist in Matrei in Osttirol mit vier Geschwistern aufgewachsen. Sie ist die Schwester der Historikerin Lydia Marinelli. Nach der Pflichtschule in Matrei besuchte sie die Bundeshandelsakademie in Lienz und absolvierte dort eine kaufmännische Ausbildung. Nach der Matura 1994 war sie einige Jahre in diesem Bereich beruflich tätig. 2002 begann sie das Studium der Kunstgeschichte mit den Nebenfächern Geschichte und Philosophie an der Universität Innsbruck. 2012 wurde sie bei Sybille Moser-Ernst mit einer Arbeit zum Thema „Polychrome Metamorphosen. Mittelalterliche Skulpturen in neuzeitlichen Fassungen. Von der Macht der Malerei und der Ohnmacht der Kunstgeschichte.“ promoviert.
Gemeinsam mit Sybille Moser-Ernst arbeitete sie an mehreren kunstwissenschaftlichen Projekten am Institut für Kunstgeschichte der Universität Innsbruck. Dabei ging es um die Aufarbeitung des Nachlasses von Ernst H. Gombrich sowie um die Erforschung der Karikatur. Sie ist auch als Lektorin tätig.
Seit 2021 ist Marinelli selbständige Kunsthistorikerin und arbeitet bei wissenschaftlichen Forschungsprojekten mit u. a. am interdisziplinären und vom Österreichischen Wissenschaftsfonds geförderten Projekt Messingguss in der Renaissance: Innsbrucks Schwarze Mander. Ihre Forschungsschwerpunkte liegen im Bereich der mittelalterlichen polychromen Skulptur, Malerei und Skulptur des 18. bis zum 20. Jahrhunderts, Kunsthistioriographie (Wiener Schule der Kunstgeschichte), der Künstlerbiografik und von kunsttechnologischen Fragestellungen. Weiters gilt ihr Interesse der Theorie und Praxis der Denkmalpflege.
Ursula Marinelli ist Mutter von zwei Kindern.

## Veröffentlichungen (Auswahl)

### Monografien
- Polychrome Metamorphosen. Mittelalterliche Skulpturen in neuzeitlichen Fassungen. (Thesis Series), Innsbruck University Press, Innsbruck 2015 (= Dissertation).
- mit Sybille Moser-Ernst: Mathias Schmid. Gegen den Strich gemalt. Tyrolia, Innsbruck 2023.[5]
- mit Sybille Moser-Ernst: Das Bild des Peter Anich. Der Porträtmaler Philipp Haller in einer Studie zu Kunst und Wissenschaft im 18. Jahrhundert, innsbruck university press, Innsbruck 2025.[6][7]

### Beiträge in Sammelwerken und Zeitschriften
- mit Sybille Moser-Ernst: Das goldene Kalb. Und andere Objektbeziehungen.[8] In: Nikolaus Wandinger, Petra Steinmair-Pösel (Hrsg.): Im Drama des Lebens Gott begegnen. Einblicke in die Theologie Józef Niewiadomskis. Beiträge zur mimetischen Theorie Religion – Gewalt – Kommunikation – Weltordnung. Herausgegeben von Herwig Büchele, Stanisław Budzik u. a.), LIT, Wien 2011, S. 533‑559.
- „Wir sind bloß Treuhänder“: Ein Wegkreuz im Weiler Ganz/Matrei in Osttirol und seine Renovierung oder über den schwierigen Umgang mit Kunst am Rande von Kunst. In: Osttiroler Heimatblätter 7 (2015), S. 1‑4 (Digitalisat).
- mit Sybille Moser-Ernst: Geschichte des Karikaturprojektes Kris / Gombrich. Antworten und offene Fragen. In: Niels Grüne, Claus Oberhauser (Hrsg.): Jenseits des Illustrativen. Visuelle Medien und Strategien politischer Kommunikation (= Schriften zur politischen Kommunikation. Band 20). V&R unipress, Göttingen 2015, S. 249‑275.
- Steckenpferd gegen Schlange – Über das differente Bildverständnis von Gombrich und Warburg. In: Sybille Moser-Ernst (Hrsg.): ART and the MIND – Ernst H. Gombrich. Mit dem Steckenpferd unterwegs, V&R unipress, Göttingen 2018, S. 241–268.
- Gombrich, Ernst Hans Sir. Kunsthistoriker. In: Österreichische Akademie der Wissenschaften (Hrsg.): Österreichisches Biographisches Lexikon 1815–1950. ÖBL Online-Edition, Lfg. 7, 14. Dezember 2018.[9]
- Wissenschaft im Hintergrund: Verena Grabmayr – Reminiszenzen an eine Frau in der Kunstwissenschaft der 1960er und 1970er Jahre. In: Sybille Moser-Ernst, Christoph Bertsch (Hrsg.): Kunst :: Wissenschaft Eine fächerübergreifende Untersuchung am Beispiel der Universität Innsbruck. IUP, Innsbruck 2019, S. 531–555.
- Moritz Dreger. Ein „Wiener Schüler“ der Kunstgeschichte als Ordinarius in Innsbruck. In: Sybille Moser-Ernst, Christoph Bertsch (Hrsg.): Kunst :: Wissenschaft Eine fächerübergreifende Untersuchung am Beispiel der Universität Innsbruck. IUP, Innsbruck 2019, S. 405–426.
- High or low? Die Karikatur als ‚Gegenwurf‘ zum europäischen Kunstbegriff. In: Andrea Brait, Stefan Ehrenpreis, Stella Lange (Hrsg.): Europakonzeptionen. IUP, Innsbruck 2020, S. 221–245.
- Franz von Defreggers Sommerfrische am Fuß des Großvenedigers. Eine kunsthistorische Spurensuche. In: Osttiroler Heimatblätter, 88. Jg., 11 (2020), S. 1–4 (Digitalisat).
- „Alles Karikatur!“? Eine Vorrede. In: Österreichischer Karikaturenverein (Hrsg.): Salzburger Karikaturenpreis 2020. Salzburg 2021, S. 4–5.
- Franz von Defregger und das „tirolische“ Genrebild. In: Tiroler Heimatblätter, Heft 2/2022, S. 50–61.
- Winkler, Alois. In: Allgemeines Künstlerlexikon. Die Bildenden Künstler aller Zeiten und Völker (AKL). Band 116, De Gruyter, Berlin 2022, ISBN 978-3-11-077593-8, S. 425 f.
- Wörndle, Eduard von. In: Allgemeines Künstlerlexikon. Die Bildenden Künstler aller Zeiten und Völker (AKL). Band 117, De Gruyter, Berlin 2022, ISBN 978-3-11-077601-0, S. 38 f.
- Farbe und Erinnerung: Hans Pontiller und die polychrome Holzskulptur, in: Traute Pontiller (Hrsg.): Hans Pontiller 1887–1970. Athesia, Innsbruck-Bozen 2023, S. 93–100.
- Farbirritationen – Über die Aneignung mittelalterlicher Bildwerke während des 'langen 19. Jahrhunderts'. Eine kunstwissenschaftliche Quellenanalyse. In: Natalie-Josephine von Möllendorff, Verena Ummenhofer (Hrsg.): Mittelalterbilder und Denkmalpflege. Leitbilder und Bildproduktion der Denkmalpflege am Beispiel mittelalterlicher Sakralbauten (= Forschungen des Instituts für Archäologische Wissenschaften, Denkmalwissenschaften und Kunstgeschichte. Bd. 14), Bamberg University Press, Bamberg 2023, S. 175–189.[10]
- Angerer, Wilhelm. Fotograf. In: Österreichische Akademie der Wissenschaften (Hrsg.): Österreichisches Biographisches Lexikon 1815–1950. ÖBL Online-Edition, Lfg. 12, 15. Juli 2024.[11]
- Fragmente und Ruinen aus Weihnachtskrippen. Eine kunstwissenschaftliche Schatzsuche, in: Tiroler Heimatblätter, Heft 2/2024, S. 77–85.

## Kuratierte Ausstellungen
- Ver-Wandlungen. Metamorphosen von Skulpturen im Wandel der Zeit, Augustinermuseum Rattenberg.[12]
- Hans Pontiller - Körperbilder, Museum der Stadt Lienz/Schloss Bruck.[13]